# Lobatera
Lobatera – miasto w Wenezueli, w stanie Táchira.